# Mixophyes schevilli
Mixophyes schevilli és una espècie de granota que viu a les zones tropicals del nord de Queensland (Austràlia).